# Bo Hai
El Bo Hai (en xinès 渤海; pinyin Bó Hăi), també conegut com la mar de Bohai o el golf de Bohai, és un golf o braç de mar situat a la zona més septentrional de la mar Groga, a la costa nord-oriental de la República Popular de la Xina. Té uns 78.000 km² i la seva proximitat a Pequín, la capital xinesa, el fa un dels corredors marítims amb més trànsit marítim del planeta. En les darreres dècades s'hi han descobert jaciments de petroli i gas natural.
Antigament fou conegut com a golf de Chihli (直隸 Zhílì) o golf de Pechihli (北直隸 Běizhílì), que eren els noms que rebia la província riberenca de Hebei.

## Geografia
El Bo Hai està delimitat per la península de Liaodong al nord-est i la península de Shandong al sud i està format per tres badies: la de Laizhou al sud, la de Liaodong al nord i la de Bohai a l'oest. Hi desemboquen cinc rius: el Groc, el Liao, el Taizi, el Hai i el Luan. Banya les costes de les províncies de Shandong, Liaoning i Hebei i la municipalitat de Tianjin. Al seu interior hi ha l'illa de Zhifu, pertanyent a la ciutat de Yantai, a la província de Shandong.
Les seves ciutats portuàries més importants són:
- A Hebei: Qinhuangdao.
- A Liaoning: Dalian, Huludao, Jinzhou i Yingkou.
- A Shandong: Longkou, Weihai i Yantai.
- A Tianjin: Tanggu.